# Гаврильцево (Брейтовский район)
Гаврильцево — деревня в Брейтовском районе Ярославской области. Входит в состав Брейтовского сельского поселения.

## География
Находится в северо-западной части Ярославской области на расстоянии приблизительно 16 км на юг по прямой от административного центра района села Брейтово.

## История
В 1859 году здесь (деревня Мологского уезда Ярославской губернии) было учтено 30 дворов, в 1898 — 43.

## Население
Численность населения: 178 человек (1859 год), 16 (русские 90 %) в 2002 году, 0 в 2010.